# コズメ・トゥーラ

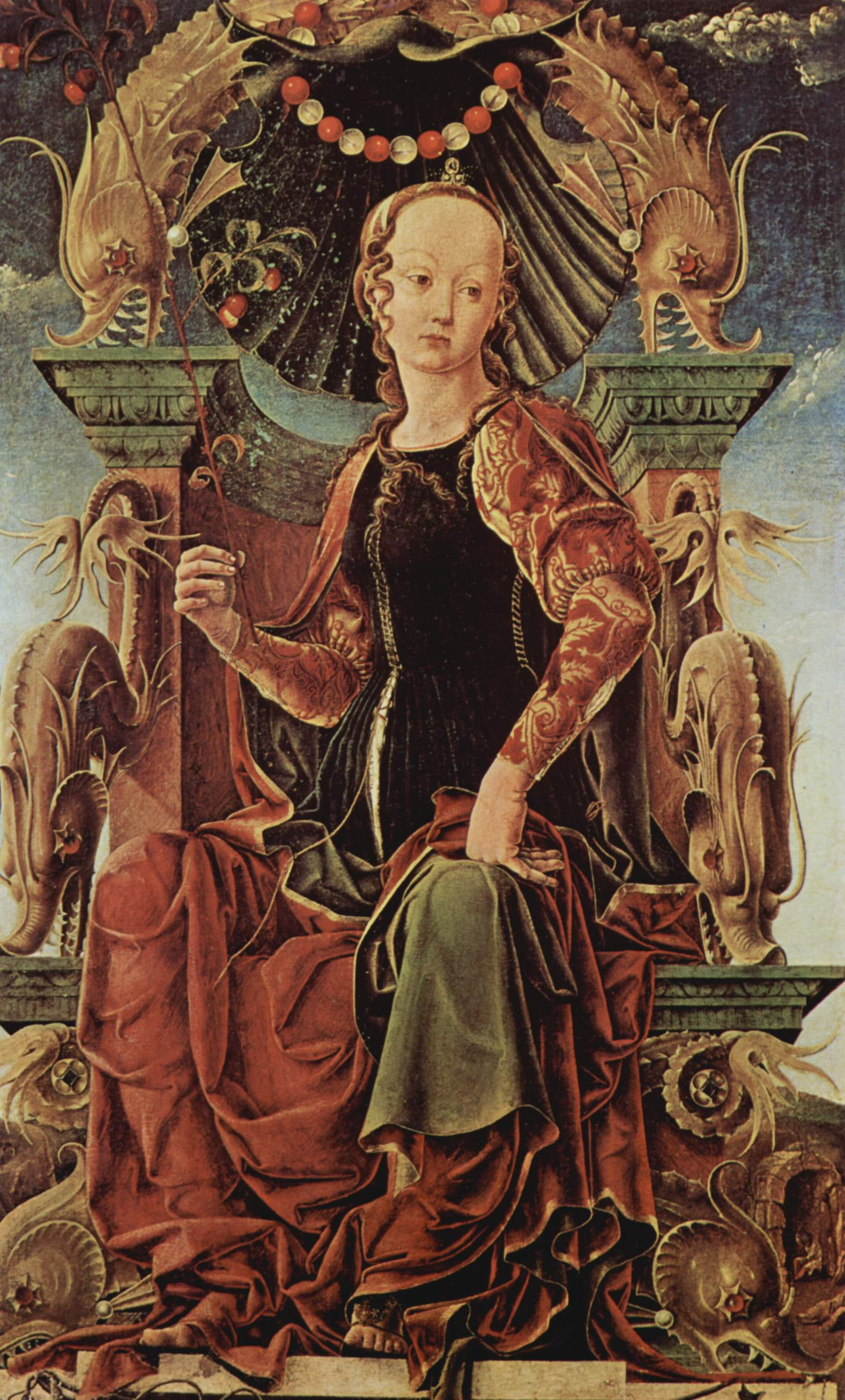
コズメ・トゥーラ『春』。1460年頃。

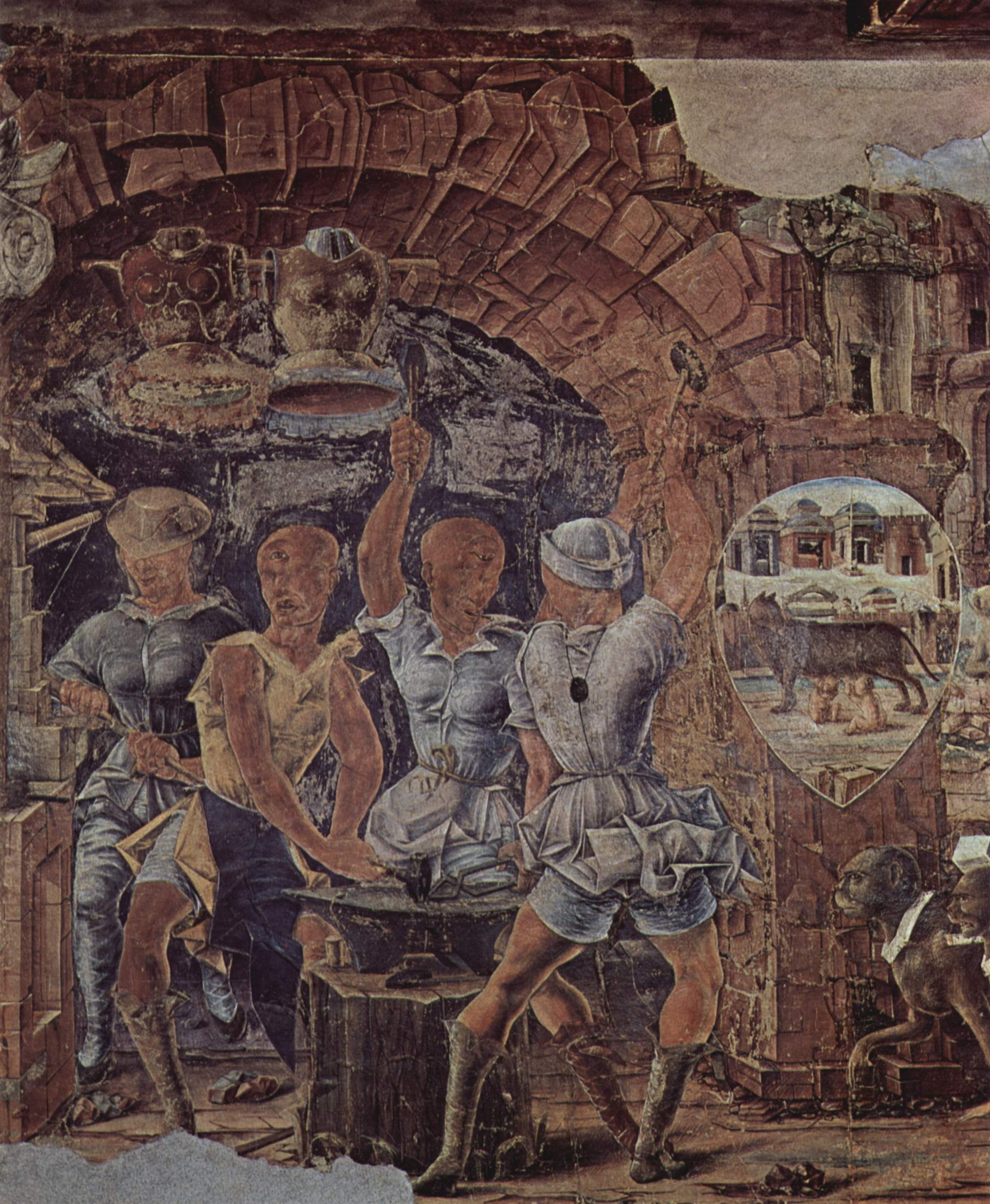
スキファノイア宮殿の壁画の一部。1469年 - 1471年。

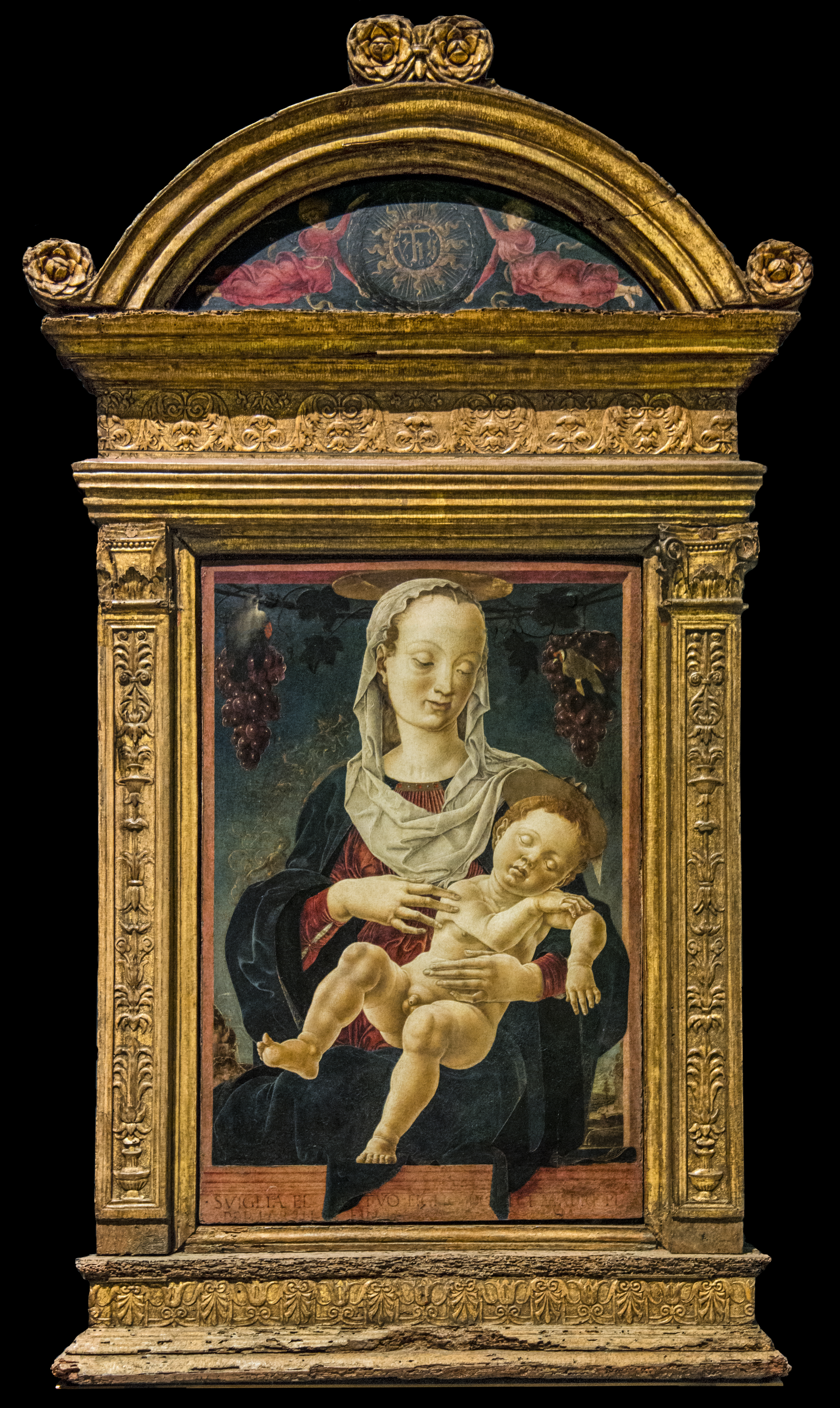
『干支の聖母』。1459年から1463年頃。

コズメ・トゥーラまたはコジモ・トゥーラ（Il Cosmè or Cosmè Tura, aka Cosimo Tura, 1430年頃 - 1495年）は、イタリア初期ルネサンス（またはクアトロチェント）の画家。フェラーラ派を作った一人と考えられている。

## 生涯
トゥーラはフェラーラで生まれた。パドヴァのフランチェスコ・スクァルチォーネの弟子となり、後にボルソ・デステならびにエルコレ1世・デステ両公の庇護を受けた。1460年にはフェラーラ宮廷から俸給を受けていた。弟子たちの中には、フランチェスコ・デル・コッサ、フランチェスコ・ビアンキがいた。また、トゥーラの作品には、アンドレア・マンテーニャやピエロ・デラ・フランチェスカのクアトロチェント様式の影響が明らかである。

## 作品
フェラーラで、トゥーラといってまず名前が挙がるのはスキファノイア宮殿のフレスコ画（1469年 - 1471年制作）である。この宮殿は（外観や構造はさほど有名ではないが）エステ家の別荘で、中世の町の城壁の外に位置していた。トゥーラはフランチェスコ・デル・コッサと共に、12ヶ月と占星術記号が入り組んで表現された寓意的連作壁画を制作した。この中には、牧歌的にパレードする楽士たち、労働者たち、カーニヴァルの山車も描かれている。また、ピエロ・デラ・フランチェスカの世界さながらの無表情な人々も粉をひいている。
他にも、ドゥオーモのオルガンの扉には『受胎告知』を描いた（1469年）。レオネッロ・デステの教室のために合作したミューズ（詩神）連作の中には、現在ロンドンのナショナル・ギャラリーにある、カリオペの姿を描いた『春』が含まれる。ちなみに、どの絵が誰の絵か議論されていた頃には、Maccaginoことアンジェロ・ディ・ピエトロ・ダ・シエナ、アンジェロ・パラッシオ、ミケーレ・パノーニオではないかとも言われていた。

## 代表作
- 聖ゲオルギウス　サンディエゴ・アート美術館
- ピエタ（1460年頃）ヴェネツィア、コッレール美術館
- 聖マウレリウスの受難（1470年代）フェラーラ、国立絵画館
- キリストの割礼（1470年代）ボストン、イザベラ・スチュワート・ガードナー美術館
- 聖母子（1455年）ワシントンD.C.、ナショナル・ギャラリー
- フェラーラ公夫人エレオノーラ・アラゴンの肖像　ニューヨーク、モルガン・ライブラリー
- 春、またはミューズのカリオペ（1460年頃）ロンドン、ナショナル・ギャラリー
- 王女（1470年）フェラーラ、ドゥオーモ付属美術館
- 聖ゲオルギウスとドラゴン（1470年頃フェラーラ、ドゥオーモ付属美術館
- あがめられた聖母（1474年）ロンドン、ナショナル・ギャラリー
- 聖セバスティアヌス　ドイツ、アルテ・マイスター絵画館
- 聖ドミニクス　フィレンツェ、ウフィツィ美術館
- ピエタ　フランス、ルーヴル美術館
- 読書するパドヴァの聖アントニウス　ルーヴル美術館
- ピエタ（1472年頃）ヴェネツィア、コッレール美術館
- 哀歌（1472年頃） ロヴェレッラのアルターピース
- 聖歌隊本からイニシャル「Ａ」　ニューヨーク、メトロポリタン美術館
- スキファノイア宮殿のフレスコ画
9月の寓意：ヴァルカンの勝利
8月の寓意：セレスの勝利
6月の寓意：マーキュリーの勝利